# Diána Igaly
Diána Igaly (ur. 31 stycznia 1965 w Budapeszcie, zm. 8 kwietnia 2021 tamże) – węgierska strzelczyni sportowa. Dwukrotna medalistka olimpijska.
Specjalizowała się w skeecie. Brała udział w czterech igrzyskach olimpijskich (Barcelona 1992, Sydney 2000, Ateny 2004 i Pekin 2008), na dwóch zdobywając medale - w 2000 brązowy, zaś cztery lata później złoty. Wielokrotnie stawała na podium mistrzostw świata (m.in. indywidualne pierwsze miejsce w 1998 i 2002), Europy i Węgier.
Zmarła w kwietniu 2021 na skutek zakażenia koronawirusem SARS-CoV-2 wywołującym COVID-19.